# Bom (wapen)

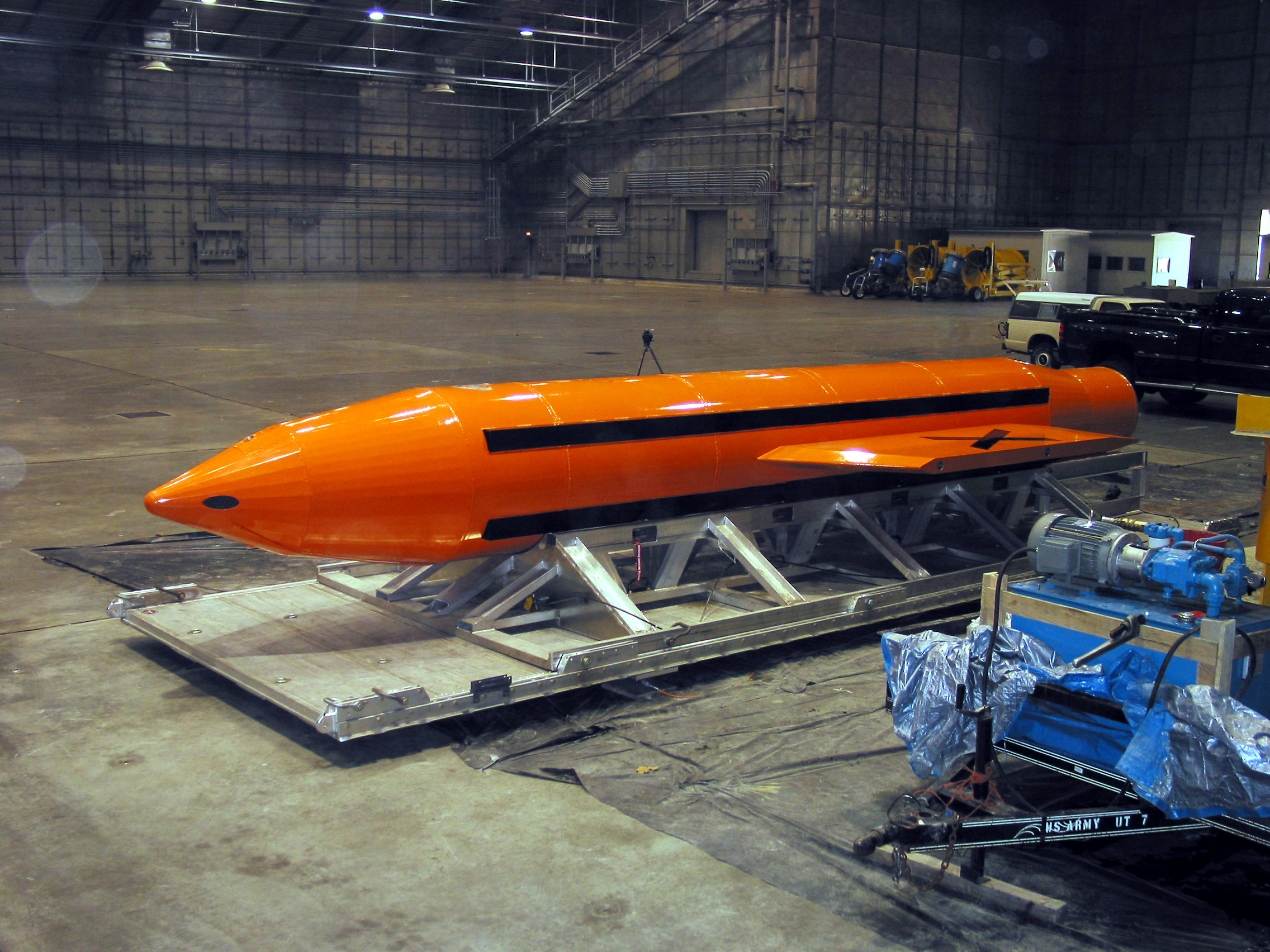
De MOAB, een van de krachtigste niet-nucleaire bommen.

Een bom is een voorwerp dat bedoeld is om te exploderen. Meestal bestaat een bom uit een houder, gevuld met explosief materiaal, ontworpen om vernietigend te werken als de bom af gaat. De explosie van een bom moet op gang gebracht worden, dit kan gebeuren met behulp van een klok (tijdbom) of met een afstandsbediening. Een vliegtuigbom, die vanaf een vliegtuig wordt afgeworpen, ontploft door een hoogtesensor, door radar of door contact met de bodem.

## Afkomst van het woord
Het woord bom komt uit het Grieks, bombos, een onomatopee die overeenkomt met de kinderlijke uitroep boem.

## Wapens
Bommen zijn vooral wapens. Het woord wordt niet gebruikt voor explosieven voor vreedzaam gebruik, zoals dynamiet. Bommen worden al eeuwenlang gebruikt in oorlogen en zijn ook een onderdeel van het terroristisch wapentuig. Militaire bommen worden meestal in grote aantallen geproduceerd, terwijl bommen die door terroristen worden gebruikt meestal geïmproviseerd worden uit verschillende onderdelen.

## Categorieën
Bommen kunnen worden onderverdeeld in vier categorieën:
- Conventioneel: dat wil zeggen gevuld met chemische explosieven.
- Uiteenspattend: gevuld met losse munitie, die apart schade toebrengt, zoals een clusterbom, spijkerbom of shrapnel.
- Nucleair: gebaseerd op kernsplijting, bij een waterstofbom in combinatie met kernfusie, waarbij veel energie vrijkomt, zie ook kernwapen. Het eigenlijke kernwapen in een kernraket wordt vaak een kernkop genoemd in plaats van een bom.
- Vuile bommen: zie dirty bomb.

De krachtigste bom is de waterstofbom. De sterkste niet-nucleaire bom is de Amerikaanse MOAB (Massive Ordnance Air Blast).